# Universidad Shippensburg
Shippensburg University es una universidad pública y a su vez un lugar designado por el censo ubicado en el condado de Cumberland en el estado estadounidense de Pensilvania. En el Censo de 2010 tenía una población de 2625 habitantes y una densidad poblacional de 3.632,68 personas por km².

## Geografía
Shippensburg University se encuentra ubicado en las coordenadas 40°3′42″N 77°31′19″O / 40.06167, -77.52194. Según la Oficina del Censo de los Estados Unidos, Shippensburg University tiene una superficie total de 0.72 km², de la cual 0.72 km² corresponden a tierra firme y (0%) 0 km² es agua.

## Demografía
Según el censo de 2010, había 2625 personas residiendo en Shippensburg University. La densidad de población era de 3.632,68 hab./km². De los 2625 habitantes, Shippensburg University estaba compuesto por el 85.68% blancos, el 9.98% eran afroamericanos, el 0.08% eran amerindios, el 1.18% eran asiáticos, el 0% eran isleños del Pacífico, el 0.61% eran de otras razas y el 2.48% pertenecían a dos o más razas. Del total de la población el 3.35% eran hispanos o latinos de cualquier raza.